# Святилище (синто)

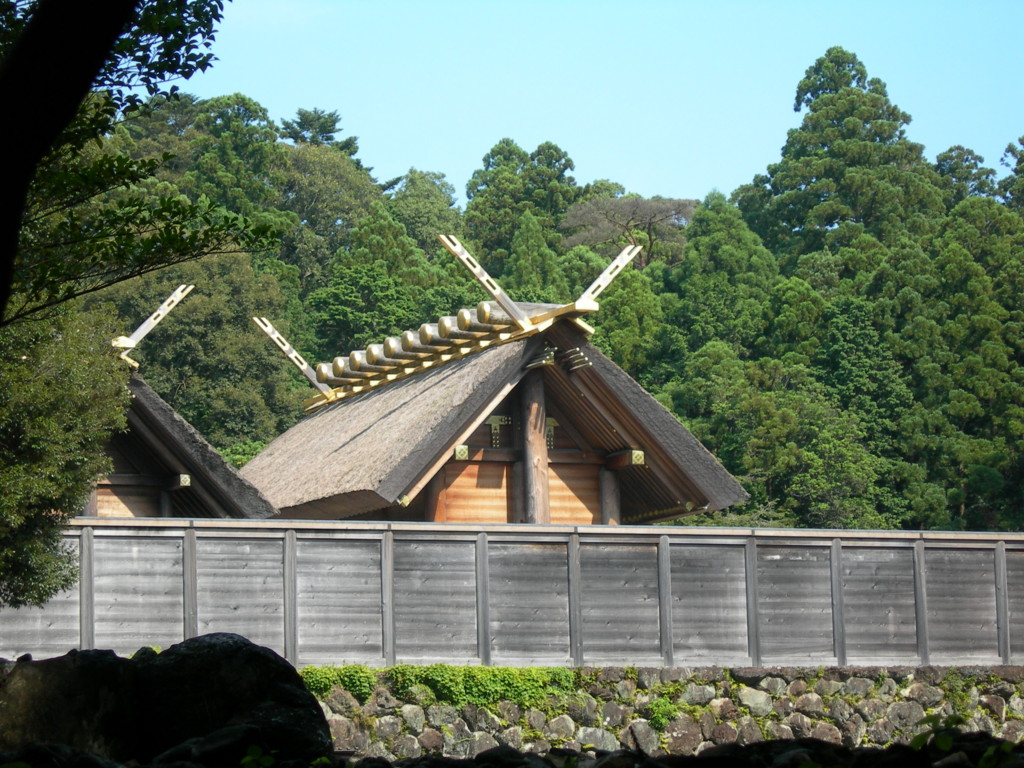
Святилище Ісе.

Святи́лище (яп. 神社, じんじゃ, МФА: [d͡ʑind͡ʑa], «дім божества») — синтоїстський храм в Японії. На відміну від церкви чи мечеті немає головної будівлі для масового прийому вірних та місця для проведення проповідей. В синтоїзмі вважається, що святилище є тимчасовим або постійним домом божества, в якому воно проживає. Мета прочан, що приходять до святилища, — вшанування і поклоніння його божеству.

## Типи
За розмірами
За ієрархією
- Головне святилище (本社, хонся)
- Дочірнє святилище　(末社, мацуся)

## План

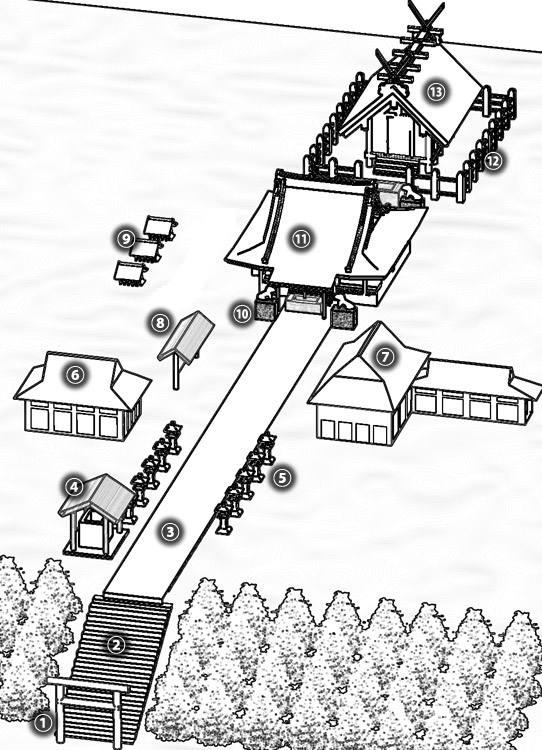
План святилища

1. Святилищні ворота (鳥居, торії) — знак межі між світом людей і світом божеств.
2. Кам'яні сходи (石段, секідан)
3. Прочанська дорога (参道, сандо)
4. Дім омовіння (手水舎, темідзу-ся) — місце для очищення рук і ротової порожнини.
5. Ліхтарі (灯籠, торо)
6. Зал танців (神楽殿, каґура-ден) — місце проведення танцювальних молебнів каґура.
7. Адміністрація святилища; кіоск (社務所, сяму-сьо; 納札所 носацу-сьо)
8. Дошка для замовлянь (絵馬掛け, ема-каке) — дошка для вивішування бажань, адресованих божеству.
9. Малі святилища (摂末社, семацу-ся, «дочірні святилища») — святилища менших божеств.
10. Собаки-охоронці (狛犬, кома-іну, «корейські собаки») — охоронці святилища, уособлення початку і кінця.
11. Молельня (拝殿, хайден, «палац для поклоніння») — місце для поклоніння божеству святилища
12. Огорожа (瑞垣, мідзуґакі, «щаслива огорожа») — огорожа навколо божниці святилища.
13. Божниця (本殿, хонден, «основний палац») — місце знаходження божества святилище, головний об'єкт поклоніння, святая святих.

## Найбільші
- Святилище Ацута (Наґоя, Айті)
- Святилище Ісе
- Святилище Ідзумо
- Святилище Іцукусіма (Хацукаїті, Хіросіма)
- Святилище Камо (Кіото, Кіото)
- Святилище Мейдзі (Токіо)
- Святилище Тосьо (Нікко, Тотіґі)
- Святилище Ясукуні (Токіо)